# 閉塞船

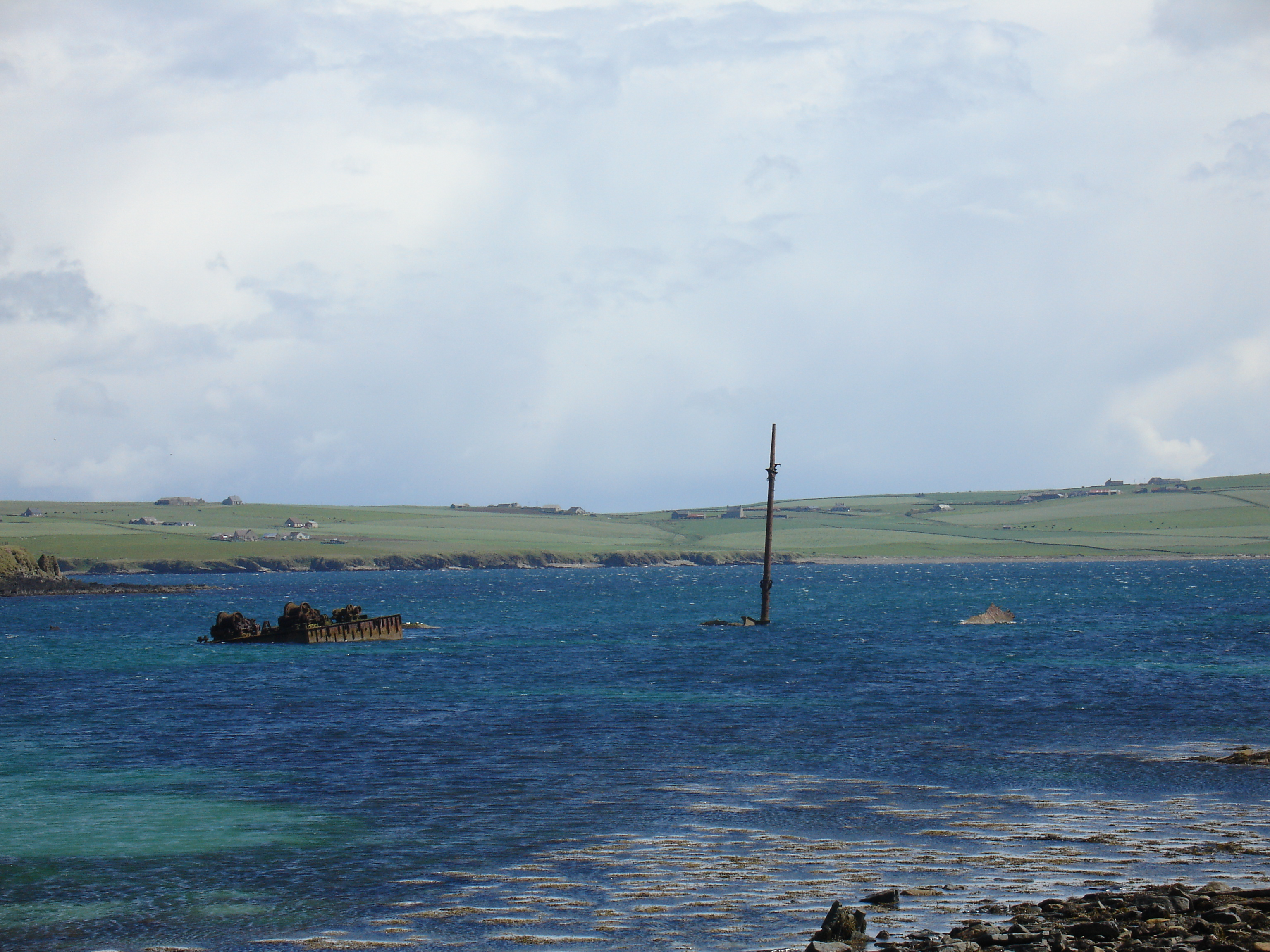
オークニー諸島の防備のために沈められた閉塞船。マストなどが水面に見えている。

閉塞船（へいそくせん）、または閉塞艦とは、ある国家が海軍力を用いて、他国、または自国の港湾や海域などに船舶が出入港や通過することを阻止する目的などで自沈させられた船舶のこと。海上封鎖の手法の一つで、閉塞作戦と呼ぶ。
多くの場合、旧式化した軍艦や戦闘により破損した船舶などがこれに用いられ、戦時においては敵の侵攻を阻む目的などにも使用される。終戦後には引き上げられ解体される場合が多い。
日本では日露戦争時の旅順港閉塞作戦でこれが用いられたことが有名で、この2回目の作戦で福井丸を指揮していた広瀬武夫少佐は船を沈める作戦中に戦死した。この海上封鎖の目的そのものは十分に達成できなかった。
なお、英語で閉塞船のことをブロックシップ（Blockship）と呼ぶが、イギリス海軍の艦種で「ブロックシップ」と言う場合、沿岸防備用の浮き砲台の一種を指すので注意が必要である。和訳する際には、イギリス海軍の艦種のことは「封鎖艦」として区別している。
米西戦争ではサンチャゴ港の封鎖を巡って当初はスペイン艦隊の脱出を防ぐために封鎖を行うアメリカ側が給炭船メリマックを閉塞船としたが、サンチャゴ・デ・キューバ海戦の後にスペイン艦隊が壊滅すると逆にアメリカ艦隊の港内突入を妨害するためにスペイン側が港内から巡洋艦レーナ・メルセデスを閉塞船に使った。どちらの例も妨害に遭って港口を完全に閉塞することには失敗している。
第二次中東戦争では、スエズ運河を無傷で奪取されることを良しとしないエジプト軍は約40隻の船舶を自沈させ運河を封鎖した。英仏連合軍は目的を達する事無く戦争は終結し、沈船の撤去には数ヶ月を要した。